# Regelutilitarisme
Regelutilitarisme  (ook regelutilisme) is een bepaalde leer in de Ethiek en een vorm van regelethiek en utilitarisme.
Volgens het Regelutilitarisme moet elke actie worden beoordeeld op basis van een regel, die weer wordt beoordeeld op het criterium van utiliteit: het saldo van wenselijke en onwenselijke gevolgen die het nakomen van de regel veroorzaakt, ofwel zijn nut. Volgens het Regelutilitarisme zijn er bepaalde regels die, indien volmaakt nagekomen, de utiliteit zullen maximaliseren en die daarom dus gelding hebben, of, volgens bepaalde versies, zelfs waar zijn. Maar zelfs als de regel niet perfect wordt nageleefd, kan het bestaan van de regel als sociale norm, een situatie opleveren die betere gevolgen heeft dan de situatie waarin de regel geen feitelijke sociale norm is.
Het Klassieke Regelutilitarisme leidt hier uit af dat ook als het niet waar zou zijn dat het volmaakt nakomen van de regel het nut maximaliseert, je toch de plicht hebt de regel na te komen, ter wille van de normbevestiging. Dit is echter een contradictie want de laatste regel is strijdig met de eerste dat het criterium van utiliteit strikt geldig is. Hierom wordt het Regelutilitarisme in zijn klassieke vorm binnen de Ethiek tegenwoordig meestal afgewezen.
Er zijn vele afgeleide vormen ontwikkeld om dit probleem te omzeilen. Volgens één ervan is het in beginsel altijd mogelijk dat een regel door een andere regel doorbroken wordt zodat er uitzonderingen toegestaan zijn. Het nadeel hiervan is dat het in de praktijk weinig houvast biedt. Het Pragmatisch Regelutilitarisme lost dit op door te stellen dat je, omdat je toch niet alle gevolgen van een daad kunt overzien, je gewoon aan de heersende sociale normen moet houden, vooral als die in de wet zijn vastgelegd. Deze vorm is dus conservatief en conformistisch van aard.